# Максимовский, Николай Николаевич
Николай Николаевич Максимовский (22 августа 1862 — 10 июля 1938) — генерал-майор Российской императорской армии (1913). Участник русско-японской и Первой мировой войн. Кавалер Золотого оружия «За храбрость» (1907). После Октябрьской революции, с 1918 по 1920 годы, служил в Красной армии. Затем эмигрировал во Францию.

## Биография
Николай Николаевич Максимовский родился 22 августа 1879 года. По вероисповеданию был православным. После окончания в 3-й Санкт-Петербургской военной гимназии, 26 августа 1879 года поступил на службу в Российскую императорскую армию. В 1882 году окончил Михайловское артиллерийское училище, из которого был распределён служить в 15-ю конно-артиллерийскую бригаду в чине подпоручика со старшинством с 7 августа 1882 года. Затем в чине прапорщика гвардии (со старшинством с 6 августа 1883 года) был переведён в лейб-гвардии конно-артиллерийскую бригаду. В чин подпоручика гвардии был произведён со старшинством с 30 августа 1884 года, в чин поручика — со старшинством с 30 августа 1886 года.
В 1887 году Максимовский окончил Михайловскую артиллерийскую академию по 1-му разряду, а в 1894 году окончил Николаевскую академию Генерального штаба. Был произведён в штабс-капитаны гвардии с переименованием в капитаны Генерального штаба со старшинством с 18 мая 1894 года. Некоторое время состоял при Виленском военном округе. С 5 июля 1895 года по 9 октября 1899 года был старшим адъютантом штаба 28-й пехотной дивизии, с 30 октября 1897 года по 1 ноября 1898 года отбывал цензовое командование в лейб-гвардии Драгунском полку. С 9 октября 1899 года по 19 сентября 1900 года занимал должность столоначальника Главного управления Казачьих войск. В подполковники был произведён со старшинством с 6 декабря 1899 года. С 16 сентября 1900 года по 8 февраля 1901 года — помощник делопроизводителя Генерал-квартирмейстерской части Главного штаба, а с 8 февраля по 24 ноября 1904 года был делопроизведительем Генерал-квартирмейстерской части Главного штаба. С 24 ноября 1901 года по 8 декабря 1904 года был помощником военного агента в Париже. В 1903 году «за отличие» был произведён в полковники со старшинством с 6 декабря 1903 года. В мае — сентябре 1904 года для ознакомления с общими требованиями управления и ведения хозяйства в кавалерийском полку был прикомандирован к лейб-гвардии Драгунскому полку. С 8 декабря 1904 по 16 сентября 1905 года был штаб-офицером при управлении 3-й стрелковой бригады.
Принимал участие в русско-японской войне. В течение пяти дней, с 16 по 21 сентября 1905 года занимал должность начальника штаба 3-й стрелковой дивизии, затем до 14 ноября 1906 года состоял при Генеральном штабе Русской армии. С 14 ноября 1906 года по 27 мая 1910 года — начальник штаба 5-й кавалерийской дивизии, с 9 мая по 30 июня 1908 года был прикомандирован к артиллерии, а затем с 30 июня по 31 июля 1908 года — к пехоте. С 27 мая 1910 года по 29 мая 1913 года занимал должность командира 10-го гусарского Ингерманландского полка. В 1913 году «за отличие» Николай Николаевич был произведён в генерал-майоры со старшинством с 14 апреля 1913 года. С 29 мая 1913 года по 4 мая 1915 года находился на должности командира 1-й бригады 6-й кавалерийской дивизии.
Участвовал в Первой мировой войне. 4 мая 1915 года был назначен генералом для поручений при главном начальнике штаба Минского военного округа. По состоянию на 3 января 1917 года служил на той же должности.
После Октябрьской революции добровольно вступил (по другим данным был мобилизован) в Красную армию, в которой служил до 1920 года. Эмигрировал во Францию, проживал в Сент-Женевьев-де-Буа. Скончался 10 июля 1938 года и был похоронен на местном кладбище.
Был холост.

## Награды
Николай Николаевич Максимовский был пожалован следующими наградами:
- Золотое оружие «За храбрость» (Высочайший приказ от 20 июня 1907);
- Орден Святого Владимира 3-й степени (25 марта 1909); мечи к ордену (Высочайший приказ от 25 июня 1915);
- Орден Святого Станислава 1-й степени (Высочайший приказ от 2 августа 1915);
- Орден Святого Станислава 3-й степени (1900).